# Espacio marino de Cabo Roig
Espacio marino de Cabo Roig este o arie protejată (sit de importanță comunitară — SCI, arie de protecție specială avifaunistică — SPA) din Spania întinsă pe o suprafață de 4.686,5 ha, integral marine.

## Localizare
Centrul sitului Espacio marino de Cabo Roig este situat la coordonatele 37°57′37″N 0°40′49″W / 37.9603°N 0.6804°V.

## Înființare
Situl Espacio marino de Cabo Roig a fost declarat arie de protecție specială avifaunistică în iunie 2009 pentru a proteja 9 specii de animale. Situl a fost protejat și ca sit de importanță comunitară în iulie 2001.

## Biodiversitate
Situată în ecoregiunile marină mediteraneană și mediteraneană, aria protejată conține 2 habitate naturale: Straturi cu Posidonia (Posidonion oceanicae), Bancuri de nisip acoperite în permanență slab de apă marină.
La baza desemnării sitului se află mai multe specii protejate de  păsări (9): Calonectris diomedea, Hydrobates pelagicus, Larus audouinii, Larus genei, Phalacrocorax aristotelis desmarestii, Puffinus mauretanicus, chiră de baltă (Sterna hirundo), chiră mică (Sternula albifrons), chiră de mare (Thalasseus sandvicensis).
Pe lângă speciile protejate, pe teritoriul sitului au mai fost identificate 1 specie de nevertebrate.